# Vahitahi
Vahitahi ou Vaitake est un atoll situé dans les îles Tuamotu en Polynésie française. Il est administrativement rattaché à la commune de Nukutavake.

## Géographie

### Situation

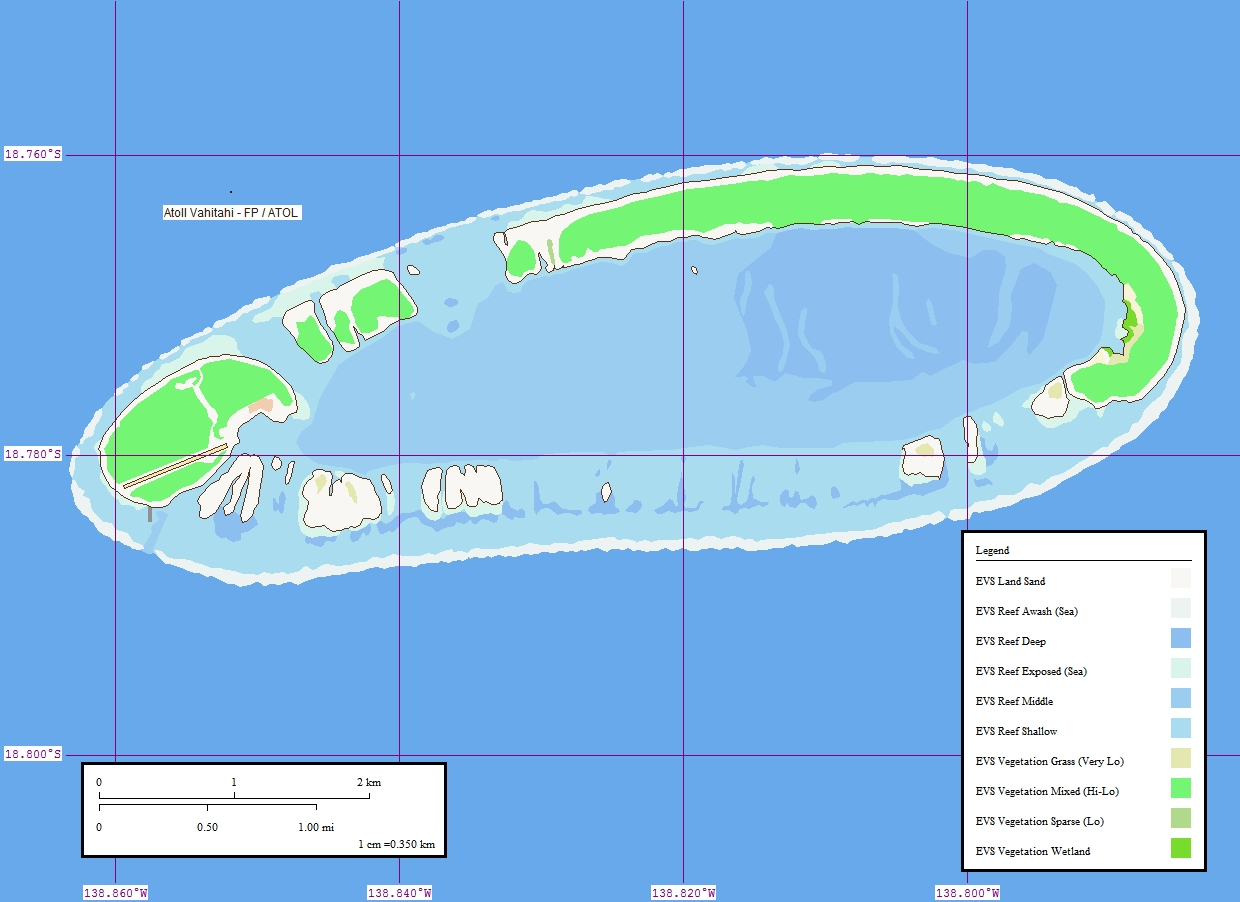
Carte topographique de Vahitahi.

Vahitahi est situé à 41 km au sud-est de Akiaki, le plus proche atoll, et à 1 091 km à l'est de Tahiti. C'est un petit atoll ovale de 10 km de longueur et 4,5 km de largeur maximales pour une surface de terres émergées de 2,5 km2 avec un lagon d'une surface de 13 km2 dépourvu de passe.

### Géologie
D'un point de vue géologique, l'atoll est l'excroissance corallienne (de 85 mètres) du sommet du mont volcanique sous-marin homonyme qui mesure 3 410 mètres, depuis le plancher océanique, formé il y a 38,9 à 39,4 millions d'années.

### Démographie
En 2017, la population totale de Vahitahi est de 68 personnes, principalement regroupées dans le village de Mohitu (précédemment nommé Temanufaara) ; son évolution est la suivante :
| 90                                                      | 76 | 68 | 103 | 81 | 105 | 68 |
| Sources ISPF et Gouvernement de la Polynésie française. |    |    |     |    |     |    |

## Histoire

### Peuplement polynésien et découverte par les Européens
Vahitahi porte des vestiges archéologiques d'occupation polynésienne appartenant à l'aire culturelle et linguistique Maragai (regroupant également les atolls de Nukutavake, Pinaki Vairaatea, et Akiaki).

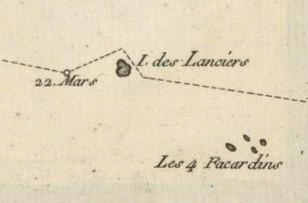
Première carte publiée en 1768 de Vahitahi (Les Quatre Facardins) établie par Bougainville lors de son passage le 22 mars 1768. L'« Île des Lanciers » correspond à Akiaki.

L'atoll est la première terre que le Français Louis Antoine de Bougainville découvre dans le Pacifique en l'accostant le 22 mars 1768,. Il nomme l'atoll « Les Quatre Facardins » d'après un célèbre roman de cette époque écrit par l'Écossais francophone Antoine Hamilton. L'année suivante, l'Anglais James Cook vient à Vahitahi le 4 avril 1769 et le baptise Lagoon Island qui deviendra Cook's Lagoon par la suite. L'atoll est également visité par le capitaine anglais Frederick William Beechey le 23 janvier 1826.

### Période moderne
Au XIXe siècle, Vahitahi devient un territoire français peuplé alors d'environ 30 habitants autochtones vers 1850. L'atoll est alors évangélisé avec la fondation de la paroisse Sainte-Anne en 1872 et la construction de l'église homonyme en 1924 rattachée au diocèse de Papetee.

## Économie
L'économie de l'île est basée principalement sur l'exploitation de la cocoteraie (pratiquement intégralement replantée sur tous les motus à la suite de divers cyclones). Depuis 2017, la récolte des holothuries, à des fins d'exportation vers l'Asie, est autorisée exclusivement dans la partie Sud (d'une ligne reliant Mohitu à Omariu) du lagon.
Le tourisme s'est développé depuis la construction en 1986 — à l'ouest de l'atoll près de Mohitu — d'un petit aérodrome avec une piste de 800 mètres, remis aux normes en 1994 par un détachement de légionnaires. Il accueille, en moyenne, environ 100 vols et 700 à 1 200 passagers par an, dont la moitié en transit.